# Вопаканета (Огайо)
Вопаканета (англ. Wapakoneta) — місто (англ. city) в США, в окрузі Оґлез штату Огайо. Населення — 9957 осіб (2020).

## Географія
Вопаканета розташована за координатами 40°34′3″ пн. ш. 84°11′30″ зх. д. / 40.56750° пн. ш. 84.19167° зх. д. (40.567551, -84.191689).  За даними Бюро перепису населення США в 2010 році місто мало площу 16,21 км², з яких 16,07 км² — суходіл та 0,14 км² — водойми.

## Демографія
Згідно з переписом 2010 року, у місті мешкало 9867 осіб у 4037 домогосподарствах у складі 2614 родин. Густота населення становила 609 осіб/км².  Було 4332 помешкання (267/км²).
Расовий склад населення:
| - 97,1 % — білих - 0,4 % — чорних або афроамериканців - 0,4 % — азіатів - 0,3 % — корінних американців |

До двох чи більше рас належало 1,2 %. Частка іспаномовних становила 1,6 % від усіх жителів.
За віковим діапазоном населення розподілялося таким чином: 25,2 % — особи молодші 18 років, 59,2 % — особи у віці 18—64 років, 15,6 % — особи у віці 65 років та старші. Медіана віку мешканця становила 37,0 року. На 100 осіб жіночої статі у місті припадало 91,6 чоловіків;  на 100 жінок у віці від 18 років та старших — 88,0 чоловіків також старших 18 років.
Середній дохід на одне домашнє господарство  становив 55 112 долари США (медіана — 47 965), а середній дохід на одну сім'ю — 66 082 долари (медіана — 61 399). Медіана доходів становила 41 803 долари для чоловіків та 28 714 долари для жінок. За межею бідності перебувало 11,3 % осіб, у тому числі 17,1 % дітей у віці до 18 років та 7,0 % осіб у віці 65 років та старших.
Цивільне працевлаштоване населення становило 4790 осіб. Основні галузі зайнятості: виробництво — 26,8 %, освіта, охорона здоров'я та соціальна допомога — 21,6 %, роздрібна торгівля — 10,3 %, мистецтво, розваги та відпочинок — 7,7 %.